# إيثان كروس
إيثان كروس (بالإنجليزية: Ethan Cross)‏ هو الاسم المستعار للكاتب الأمريكي آرون براون (Aaron Brown)، الذي لا يعرف تاريخ ومكان ازدياده. يعيش مع زوجته وأطفاله الثلاثة في إلينوي.
وفقًا لموقعه على الويب، كان إيثان كروس كبير مسؤولي التكنولوجيا، ومغني رئيسي وعازف جيتار في مجموعة موسيقية قبل أن يبدأ الكتابة. إيثان كروس هو عضو في منظمة كُتّاب الإثارة الدولي.
أصبح إيثان كروس معروفًا دوليًا من خلال رواياته عن القاتل المتسلسل فرانسيس أكرمان جونيور (Francis Ackerman junior).

## روابط خارجية
- إيثان كروس على موقع ميوزك برينز (الإنجليزية)